# Assemblée nationale constituante vénézuélienne de 2017

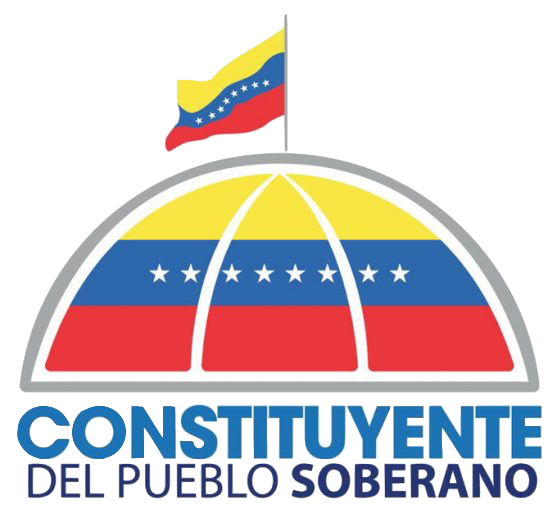
Premier logo (2017-2018).

Assemblée nationale Assemblée nationale
Palais fédéral législatif
L'Assemblée nationale constituante (en espagnol : Asamblea Nacional Constituyente) est l'assemblée constituante du Venezuela élue lors des élections du 30 juillet 2017, sans participation de l'opposition majoritaire. L'Assemblée est favorable au régime de Nicolás Maduro. Elle est aussi, de facto, le parlement monocaméral du pays depuis qu'elle s'est arrogé les pouvoirs législatifs, aux dépens de l'Assemblée nationale. Ses travaux sont prévus pour durer deux ans et aboutir à une nouvelle constitution qui devra être approuvée par référendum à une date à déterminer. Elle s'auto-dissout en décembre 2020 après les élections législatives sans avoir fait adopter une nouvelle loi fondamentale.
Elle n'est pas reconnue par nombre de pays étrangers et contestée par l'opposition majoritaire à l'Assemblée nationale.

## Contexte
Les élections législatives du 6 décembre 2015 ont donné une large victoire à l'opposition. L'Assemblée nationale, contrôlée par l’opposition de centre droit, a approuvé le 25 octobre 2016 l’ouverture d’un procès en destitution contre le président socialiste Nicolás Maduro, bien que la constitution ne prévoie pas une procédure de destitution, mais une procédure pour manquements au devoir de sa charge. Après une longue période de blocage politique, les pouvoirs exécutif et législatif se paralysant mutuellement, le 30 mars 2017, le Tribunal suprême, favorable au pouvoir chaviste, décide de s'arroger les pouvoirs de l'Assemblée nationale ; mais le 4 avril il y renonce.
Le président Maduro tente en juillet 2017 de contourner l'Assemblée nationale en faisant élire une Assemblée nationale constituante à sa main, élection rejetée et boycottée par l'opposition : sur ses 545 membres, 364 sont élus au suffrage direct au niveau des circonscriptions municipales, 173 sont élus au suffrage indirect par des groupes sociaux (syndicats retraités, étudiants, paysans, handicapés, chefs d'entreprise) et 8 par des communautés indigènes ; sur les 50 000 candidatures qui ont été déposées, seules 6 120 ont été validées ; Nicolás Maduro a interdit, avec l'assentiment du Conseil électoral, les candidats issus de partis politiques, bien que des personnalités du parti au pouvoir figurent sur les listes. Aucun observateur international n'a été accepté pour surveiller le scrutin.

## Réactions

### Niveau international
Après les États-Unis et l'Union européenne, le Vatican a, à son tour, « estimé que la Constituante (...) devait être suspendue ». Les ministres des Affaires étrangères des pays du MERCOSUR (Brésil, Argentine, Uruguay, Paraguay) ont suspendu le Venezuela de ce marché commun « pour rupture de l'ordre démocratique ». Cette sanction peut être levée à condition que Caracas « libère les prisonniers politiques, restaure les compétences de pouvoir législatif, rétablisse le calendrier électoral et suspende la Constituante »

### Venezuela
Pour Luisa Ortega Díaz le président Nicolas Maduro a reçu 35 millions de dollars de la société Odebrecht et d'autres entreprises dans le cadre de l'opération Lava Jato, l'élection de la Constituante est un leurre pour étouffer cette affaire de corruption.

## Composition

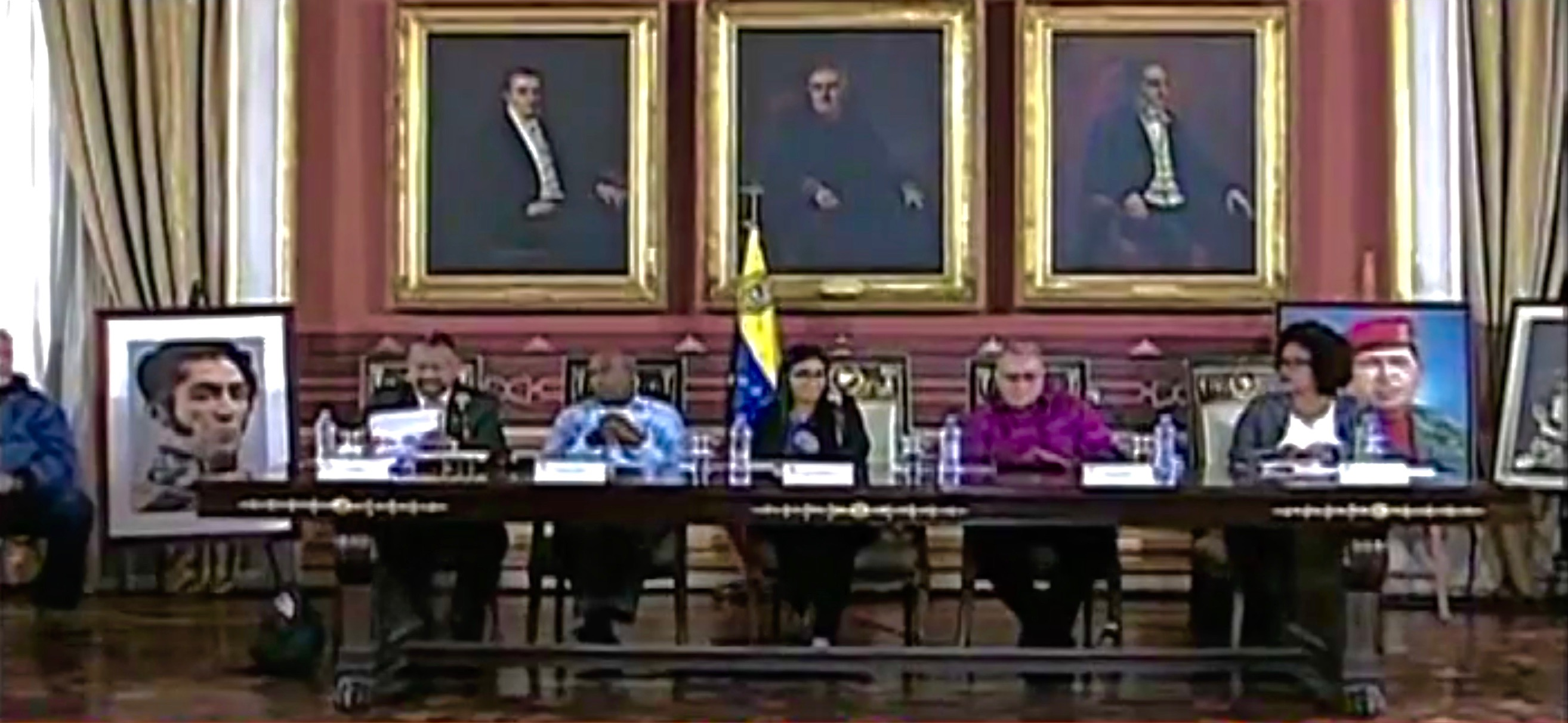
Séance inaugurale de l'Assemblée nationale constituante dans le salon Elliptique du palais fédéral législatif.

L'installation de l'Assemble constituante, prévue initialement le 3 août 2017, est reportée au 4, à 11 h (15 h GMT), . Elle est composée à 100 % d'élus favorables au régime de Nicolás Maduro.
Delcy Rodríguez est élue présidente à l'unanimité le 4 août au cours de la séance inaugurale qui s'est tenue dans le salon Elliptique du palais fédéral législatif, l'hémicycle de la Plénière ne pouvant pas accueillir l'ensemble des élus et étant occupé par les députés de l'Assemblée nationale opposés à la constituante et se considérant toujours en fonctions, , . Par la suite, l'ANC s'installe dans l'hémicycle protocolaire, anciennement occupé par le Sénat.
Outre Delcy Rodríguez, des personnalités importantes en sont membres : Cilia Flores et Nicolás Maduro Guerra, respectivement épouse et fils de Nicolás Maduro, Adán Chávez le frère de l'ancien président Hugo Chávez, il a été désigné comme secrétaire de la commission présidentielle de l'Assemblée constituante, Diosdado Cabello, ancien président de l'Assemblée nationale et ancien vice-président de la République, et Iris Varela, ancienne ministre du Service pénitentiaire,,.
Le 19 juin 2018, Diosdado Cabello est élu à l'unanimité président de l'Assemblée nationale constituante.

## Travaux
Les travaux de l'Assemblée commencent le 5 août, avec la mise en place d'une Commission vérité sur les violences. Celle-ci commence ses travaux le 16 août.
L'Assemblée constituante entend siéger deux ans au maximum.
Le jour même, l’Assemblée constituante décide à main levée et à l'unanimité de  « suspendre » Luisa Ortega Díaz de son poste de procureur général de la République. La veille, Ortega Diaz avait demandé aux tribunaux de bloquer l'installation  de l’Assemblée constituante. Elle est remplacée par Tarek William Saab, défenseur du peuple et proche de Nicolás Maduro.
Le 10 août, l'Assemblée constituante décrète sa primauté sur les pouvoirs exécutif et législatif, dont elle peut modifier le fonctionnement et décrète la soumission des pouvoirs publics à son égard.
Diosdado Cabello, numéro deux du régime, annonce que les candidatures aux élections régionales seront soumises à l'approbation de l'Assemblée constituante : « Quiconque veut se présenter doit montrer un certificat de bonne conduite délivré par la Constituante ». Le 12 août, l'Assemblée constituante avance les élections régionales du 10 décembre 2017 au 15 octobre 2017.
Le 18 août, l'Assemblée constituante s'arroge les pouvoirs législatifs de l'Assemblée nationale, où siègent une majorité de députés d'opposition. Spécifiquement, elle s'octroie « le pouvoir de légiférer sur les sujets visant directement à garantir la préservation de la paix, la sécurité, la souveraineté, le système socio-économique et financier, les biens de l’Etat et la primauté des droits des Vénézuéliens ». La direction de l'Assemblée nationale déclare ne pas reconnaître l'Assemblée constituante.
Après les élections régionales vénézuéliennes de 2017 remportées par les chavistes du GPP, les nouveaux gouverneurs devaient initialement prêter serment le 17 octobre 2017 à 15 h (19 h GMT) devant l'Assemblée nationale constituante. La séance est reportée au lendemain 18 octobre à 11 h (15 h GMT). Selon Le Monde, Diosdado Cabello aurait précisé que les élus devront « prêter allégeance à l’Assemblée constituante » pour être investis. Les gouverneurs issus des rangs de la MUD refusent ainsi de prêter serment, et risquent ainsi de se faire destituer. Dans la foulée, l'Assemblée constituante interdit aux élus de la MUD de prêter serment devant les conseils régionaux, tandis que sa présidente, Delcy Rodriguez, réitère son appel aux gouverneurs de prêter serment. Le 21 octobre, Nicolás Maduro affirme que de nouvelles élections seront organisées si les gouverneurs élus d'opposition continuent à refuser de prêter serment. Le 23 octobre, les quatre gouverneurs issus d'Action démocratique, 
Antonio Barreto Sira, Ramón Guevara, Alfredo Diaz et Laidy Gómez, prêtent finalement serment devant la Constituante, tandis que 
Juan Pablo Guanipa, membre de Primero Justicia, refuse de le faire et reçoit le soutien du chef de son parti Henrique Capriles Radonski. Guanipa est formellement destitué le 26 octobre 2017 l'Assemblée constituante et l'élection partielle ainsi que les élections municipales sont fixées au même moment pour le 10 décembre 2017. En attendant, Magdely Valbuena, présidente du Conseil législatif de l'État, assure l'intérim. C'est finalement le chaviste Omar Prieto qui a été élu
.
Le 28 octobre 2017, l'Assemblée remplace Ricardo Sanguino par Ramón Lobo à la tête de la Banque centrale du Venezuela.
Le 6 novembre 2017, lors d'une session extraordinaire, l'Assemblée lève l'immunité parlementaire du vice-président de l'Assemblée nationale et membre de Voluntad popular, Freddy Guevara, qui est réfugié dans la résidence de l'ambassadeur du Chili, pour son rôle présumé dans des violences en avril 2017.
S'appuyant sur une décision de l'Assemblée nationale constituante, le président vénézuélien Nicolás Maduro déclare que les partis ayant boycotté et appelé au boycott des élections municipales, ce qui est le cas de la MUD, n'auraient pas le droit de participer à l'élection présidentielle vénézuélienne de 2018.
Le 21 décembre 2017, la Constituante supprime les municipalités de l'aire métropolitaine de Grand Caracas et celle de Alto Apure, située à la frontière colombienne, pour respectivement des raisons officielles de simplifications administratives et de lutte contre le trafic de carburant. Le jour même, l'Assemblée vote également la perte du statut juridique des partis ayant boycotté les élections municipales, qui doivent ainsi se réenregistrer auprès du Conseil national électoral.
Le 22 décembre 2017, dans le contexte des pourparlers en République dominicaine entre gouvernement et opposition et à l'approche de Noël, la commission vérité recommande au gouvernement de libérer près de quatre-vingt prisonniers politique dans un but de « réconciliation ». Entre le 24 et le 25 décembre, quarante-quatre d'entre eux sont libérés.
Le 23 décembre 2017, l'Assemblée constituante expulse Ruy Pereira, ambassadeur du Brésil pour rupture de l'« ordre constitutionnel », un an après la destitution de la présidente Dilma Rousseff et Craib Kowalik, chargé d'affaires canadien, pour « une ingérence permanente, insistante, grossière et vulgaire dans les affaires intérieures du Venezuela ».
Le 23 janvier 2018, l'Assemblée constituante décide que la présidentielle soit organisée avant le 30 avril 2018. Le 7 février 2018, le Conseil électoral fixe la présidentielle au 22 avril 2018. Ceci est dénoncé par les pays membre du groupe de Lima. Le 1er mars 2018, le scrutin est reporté au 20 mai 2018.
Le 24 mai 2018, Nicolás Maduro, élu lors d'un scrutin boycotté par l'opposition, prête serment pour un deuxième mandat devant l'Assemblée nationale constituante. Son mandat devant débuter le 10 janvier 2019.
Le projet constitutionnel doit être présenté d'ici fin 2018.
Le 8 août 2018, l'Assemblée nationale constituante a levé l'immunité parlementaire des deux députés d'opposition Julio Borges et Juan Requesens, membres de Primero Justicia et accusés d'avoir commandité une attaque au drone contre Nicolás Maduro, pour qu'ils puissent être jugés.
Le 2 avril 2019, l'ANC lève l'immunité de Juan Guaidó et autorise les poursuites pénales pour usurpations de fonctions, après s'être autoproclamé président en janvier.
En mai 2019, peu après un soulèvement manqué de soldats, quatorze députés voient leur immunité levée et parmi eux, Edgar Zambrano, vice-président de l'Assemblée, a été arrêté.
Le 20 mai 2019, l'Assemblée nationale constituante décide de prolonger son mandat, qui devait expirer en août 2019, au minimum jusqu'au 31 décembre 2020.
Le 12 août 2019, Diosdado Cabello propose l'organisation d'élections législatives en 2019 ou le 1er janvier 2020. En avril 2020, le président Maduro annonce qu'en raison de la pandémie de covid-19, elles n'auront pas lieu en 2020.
Elle doit cesser ses travaux en décembre 2020. Elle cesse finalement ses activités le 5 janvier 2021.

## Présidents
- 2017-2018 : Delcy Rodríguez
- 2018-2020 : Diosdado Cabello